# Кудрявське кладовище
Кудрявське кладовище (Старокиївське) — колишній цвинтар Києва, що був розташований біля Вознесенської церкви на околиці Кудрявця для поховання мешканців Верхнього міста (тепер територія будинків 44, 46, 48 по вулиці Січових Стрільців).

## Історія
Кладовище створене як міське наприкінці XVIII століття. У 1832 році, у зв'язку з розростанням міста і проведенням його реконструкції, було створене ще кілька міських кладовищ, а Кудрявське, яке опинилося серед забудови, було ліквідоване. Проте, навколо новозбудованої кам'яної Вознесенської церкви утворилося стихійне кладовище на церковному погості (попри заборону міської влади від 1871 року здійснювати поховання біля культових споруд). Поховання тривали до 1920-х років, коли церква перестала функціонувати. Повністю церкву і кладовище знищили у 1930-ті роки, частину поховань родичі перенесли на Лук'янівське кладовище.

## Поховання
Серед поховань:
- Олександра Судовщикова-Косач, відома як Грицько Григоренко (1867—1924) — українська письменниця, перекладачка, феміністка та громадська діячка. Невістка Лесі Українки[1];
- В. М. Отроковський (1892—1918) — історик літератури, поет-лірик[1];
- О. В. Сухинський (1846—1919) — двоюрідний брат письменника П. П. Гнєдича[3].